# 1re cérémonie des Magritte du cinéma
La 1re cérémonie des Magritte du cinéma, récompensant les films sortis en 2009 et 2010, s'est déroulée le 5 février 2011 au Square, à Bruxelles.
Jaco Van Dormael en était le président, et la maître de cérémonie était Helena Noguerra. Cette édition est également diffusée en direct et en clair sur BeTV.
L'annonce des nominations a eu lieu le 13 janvier 2011.

## Polémique communautaire
Dès l’annonce de la première édition d’une cérémonie récompensant le cinéma belge francophone, une polémique est née sur l'opportunité de n'organiser un prix qu'à destination d'une des communautés linguistiques belges.
Polémique lancée par Cécile de France qui a annoncé dans la presse son intention de boycotter la cérémonie : « Je suis très fâchée. Parce que notre pays traverse une importante crise politique, que Wallons et Flamands se déchirent et que ces prix ne concernent que le seul cinéma francophone. Sur Sœur Sourire, précisément, j'ai travaillé avec Jan Decleir et d'autres comédiens néerlandophones qui méritent, eux aussi, une reconnaissance au-delà de leur seule région linguistique. Si culturellement, nous en arrivons aussi à installer des frontières entre nous, il n'y a vraiment plus rien à faire : autant se séparer. Nous n'avions pas besoin de cela pour l'instant, c'est complètement stupide. En tous cas, c'est clair : si je remporte un prix, je n'irai pas le chercher ».
Pourtant, si le règlement des Magritte parle bien d'éligibilité de films soutenus par la Communauté française, tous les Belges sont bel et bien éligibles, qu'ils soient wallons ou flamands. Jan Decleir a d'ailleurs remporté le Magritte du meilleur second rôle masculin pour son rôle d'épicier dans Les Barons.

## Palmarès

### Meilleur film
- Mr. Nobody de Jaco Van Dormael
  - Amer de Hélène Cattet et Bruno Forzani
  - Les Barons de Nabil Ben Yadir
  - Illégal de Olivier Masset-Depasse

### Meilleur réalisateur
- Jaco Van Dormael pour Mr. Nobody
  - Joachim Lafosse pour Élève libre
  - Olivier Masset-Depasse pour Illégal
  - Nabil Ben Yadir pour Les Barons

### Meilleure coproduction
- Looking for Eric de Ken Loach
  - Altiplano
  - Le Concert
  - My Queen Karo

### Meilleur scénario original ou adaptation
- Mr. Nobody – Jaco Van Dormael
  - Élève libre – Joachim Lafosse et François Pirot
  - Illégal – Olivier Masset-Depasse
  - Les Barons – Nabil Ben Yadir, Laurent Brandenbourger, avec la participation de Sébastien Fernandez

### Meilleur acteur
- Jonathan Zaccaï pour le rôle de Pierre dans Élève libre
  - Thierry Hancisse pour le rôle de Thierry dans La Régate
  - Mounir Ait Hamou pour le rôle de Aziz dans Les Barons
  - Olivier Gourmet pour le rôle de Bruno dans Un ange à la mer

### Meilleure actrice
- Anne Coesens pour le rôle de Tania dans Illégal
  - Yolande Moreau pour le rôle de Catherine Pilardosse dans Mammuth
  - Aylin Yay pour le rôle de Vivianne dans Maternelle
  - Cécile de France pour le rôle de Jeannine Deckers dans Sœur Sourire

### Meilleur acteur dans un second rôle
- Jan Decleir pour le rôle de Lucien dans Les Barons
  - Benoît Poelvoorde pour le rôle de Étienne Balsan dans Coco avant Chanel
  - Yannick Renier pour le rôle de Didier dans Élève libre
  - François Damiens pour le rôle de Marc dans L'Arnacœur
  - Laurent Capelluto pour le rôle de Kutner dans OSS 117 : Rio ne répond plus

### Meilleure actrice dans un second rôle
- Christelle Cornil pour le rôle de Lieve dans Illégal
  - Claire Bodson pour le rôle de Nathalie dans Élève libre
  - Yolande Moreau pour le rôle de Fréhel dans Gainsbourg, vie héroïque
  - Sandrine Blancke pour le rôle de Annie dans Sœur Sourire

### Meilleur espoir masculin
- Joffrey Verbruggen pour le rôle de Alexandre dans La Régate
  - Jonas Bloquet pour le rôle de Jonas dans Élève libre
  - Amir Ben Abdelmoumen pour le rôle de Oscar dans Oscar et la Dame rose
  - Martin Nissen pour le rôle de Louis dans Un ange à la mer

### Meilleur espoir féminin
- Pauline Étienne pour le rôle de Delphine dans Élève libre
  - Stéphanie Blanchoud pour le rôle de Læticia dans La Régate
  - Chloé Struvay pour le rôle de Zoé dans Maternelle
  - Anna Fransiska Jager pour le rôle de Karo dans My Queen Karo

### Meilleure image
- Mr. Nobody – Christophe Beaucarne
  - Amer – Manu Dacosse
  - La Régate – Alain Marcoen

### Meilleur son
- Panique au village – Benoît Biral, Valene Leroy, Julien Paschal, Fred Pie
  - Illégal – Marc Bastien, François Dumont, Thomas Gauder
  - Mr. Nobody – Emmanuel de Boissieu, Frédéric Demolder, Dominique Warniert

### Meilleurs décors
- Panique au village – Eric Blesin, Marc Nis
  - Illégal – Patrick Dechesne, Alain-Pascal Housiaux
  - Les Barons – Mohammed Ayada

### Meilleurs costumes
- Sœur Sourire – Christophe Pidre, Florence Scholtes
  - Altiplano – Anne Fournier
  - My Queen Karo – Bernadette Corstens

### Meilleure musique originale
- Mr. Nobody – Pierre Van Dormael
  - Diamant 13 – Frédéric Vercheval
  - Panique au village – Bernard Plouvier

### Meilleur montage
- Mr. Nobody – Matyas Veress
  - Illégal – Damien Keyeux
  - Le Concert – Ludo Troch

### Meilleur court-métrage
- Nuit blanche de Samuel Tilman
  - De si près de Rémi Durin
  - La Balançoire de Christophe Hermans
  - Pour toi, je ferai bataille de Rachel Lang
  - Sous un coin de ciel bleu de Arnaud Demuynck et Cecilia Marreiros Marum

### Meilleur documentaire
- Les Chemins de la mémoire de José-Luis Peñafuerte
  - Katanga Business de Thierry Michel
  - Les Films rêvés de Eric Pauwels
  - Terre d'usage de Sophie Bruneau et Marc-Antoine Roudil
  - Vents de sable, femmes de roc de Nathalie Borgers

### Magritte d'honneur
- André Delvaux

### Prix du public
- Benoît Poelvoorde

## Récompenses et nominations multiples

### Nominations multiples
8 : Illégal
7 : Mr. Nobody - Élève libre
6 : Les Barons
4 : La Régate
3 : Panique au village - Sœur Sourire - My Queen Karo
2 : Amer - Altiplano - Le Concert - Un ange à la mer - Maternelle

### Récompenses multiples
6 / 7 : Mr. Nobody
2 / 8 : Illégal
2 / 7 : Élève libre
2 / 3 : Panique au village